# Reinhard Wendemuth
Reinhard Wendemuth (Brunswick, 1 de enero de 1948) es un deportista alemán que compitió para la RFA. Ganó una medalla de bronce en el Campeonato Mundial de Remo de 1974, en la prueba de cuatro sin timonel.

## Palmarés internacional
| Campeonato Mundial | Campeonato Mundial | Campeonato Mundial | Campeonato Mundial |
| Año                | Lugar              | Medalla            | Prueba             |
| ------------------ | ------------------ | ------------------ | ------------------ |
| 1974               | Lucerna (Suiza)    | Medalla de bronce  | Cuatro sin timonel |